# 北初富駅

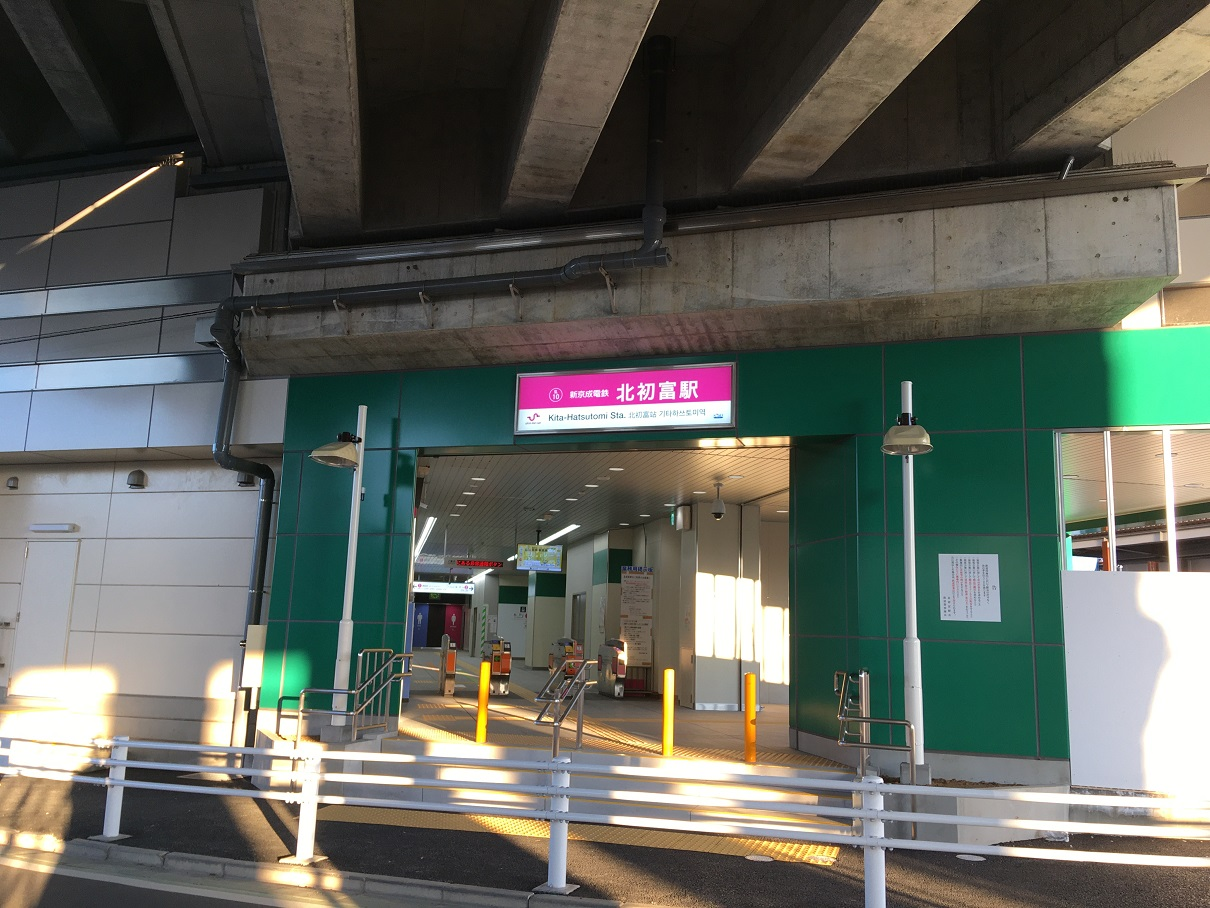
高架下の駅出入口（2019年12月）

北初富駅（きたはつとみえき）は、千葉県鎌ケ谷市初富にある、京成電鉄松戸線の駅である。駅番号はKS79。

## 歴史
付近に北総鉄道北総線の高架が並行している。新京成線（当時）の新鎌ヶ谷駅が開業する前は、同線に乗り入れていた北総・公団線（当時）の分岐駅でもあり、共同使用駅でもあった。
- 1955年（昭和30年）4月21日：新京成電鉄新京成線の駅として開業。
- 1979年（昭和54年）3月8日：北総開発鉄道（現・北総鉄道）北総線当駅 - 小室駅間が開業[1]。新京成電鉄に直通運転を行うと共に、両線の乗換駅となる。
  - 北総線は当駅のすぐ東側で新京成線（現・京成松戸線）から平面交差で分岐し、未使用の高架線（2期線開業前も国道464号交差部手前まで高架線が整備されていた）をくぐった後上り勾配の高架線となり、新鎌ヶ谷信号場で現在の路線と合流し西白井方面に向かっていた。
- 1992年（平成4年）7月8日：新京成線新鎌ヶ谷駅の開業に伴い、北総・公団線当駅 - 新鎌ヶ谷間廃止。両路線の連絡は新鎌ヶ谷駅に変更。
- 2014年（平成26年）2月
  - 駅番号「SL10」を設定[2]。
  - 23日：鉄道連続立体交差化工事進捗に伴い、駅付近の線路を仮線に切り替え[3]。仮駅を新鎌ヶ谷寄りに設置[3]。
- 2017年（平成29年）10月21日：下りホームが高架化[4][5]。
- 2019年（令和元年）12月1日：上りホームが高架化[6][7]。また、上りホームが高架化されたと同時に駅監視システムを導入。これに合わせて22時から翌朝7時までの間は駅員が不在となる。
- 2025年（令和7年）4月1日：新京成電鉄が京成電鉄への吸収合併に伴い、京成電鉄松戸線の駅となる。同時に駅番号をSL10からKS79に変更[8]。

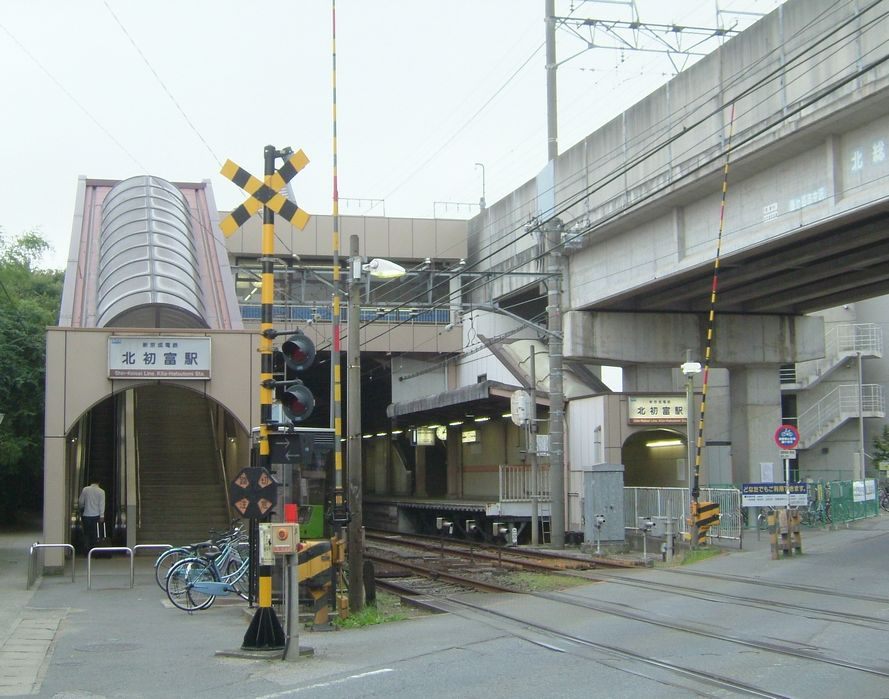
高架化前の旧駅舎（2008年9月）
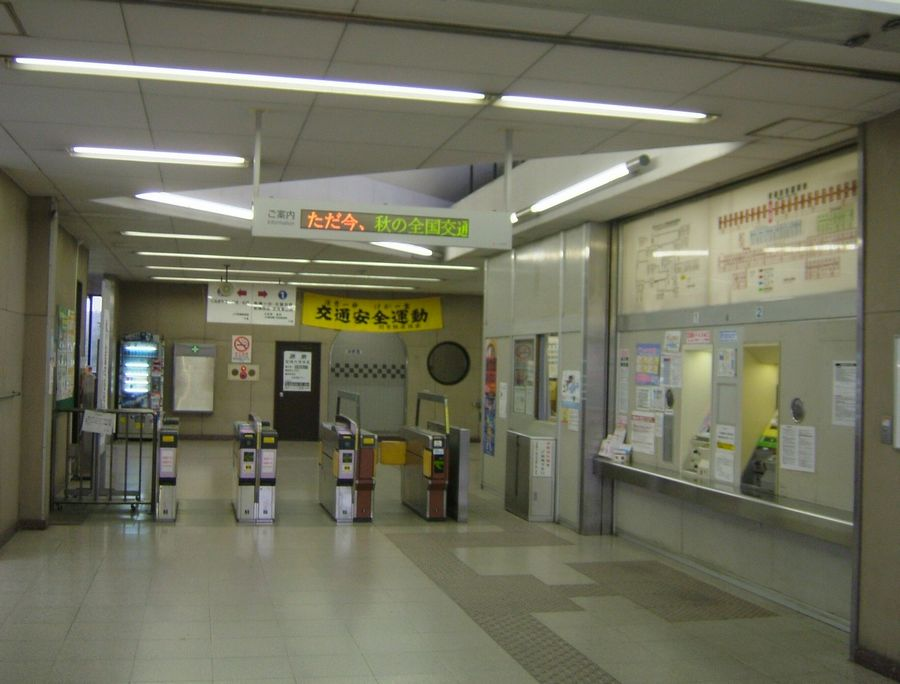
高架化前の旧改札口（2008年9月）
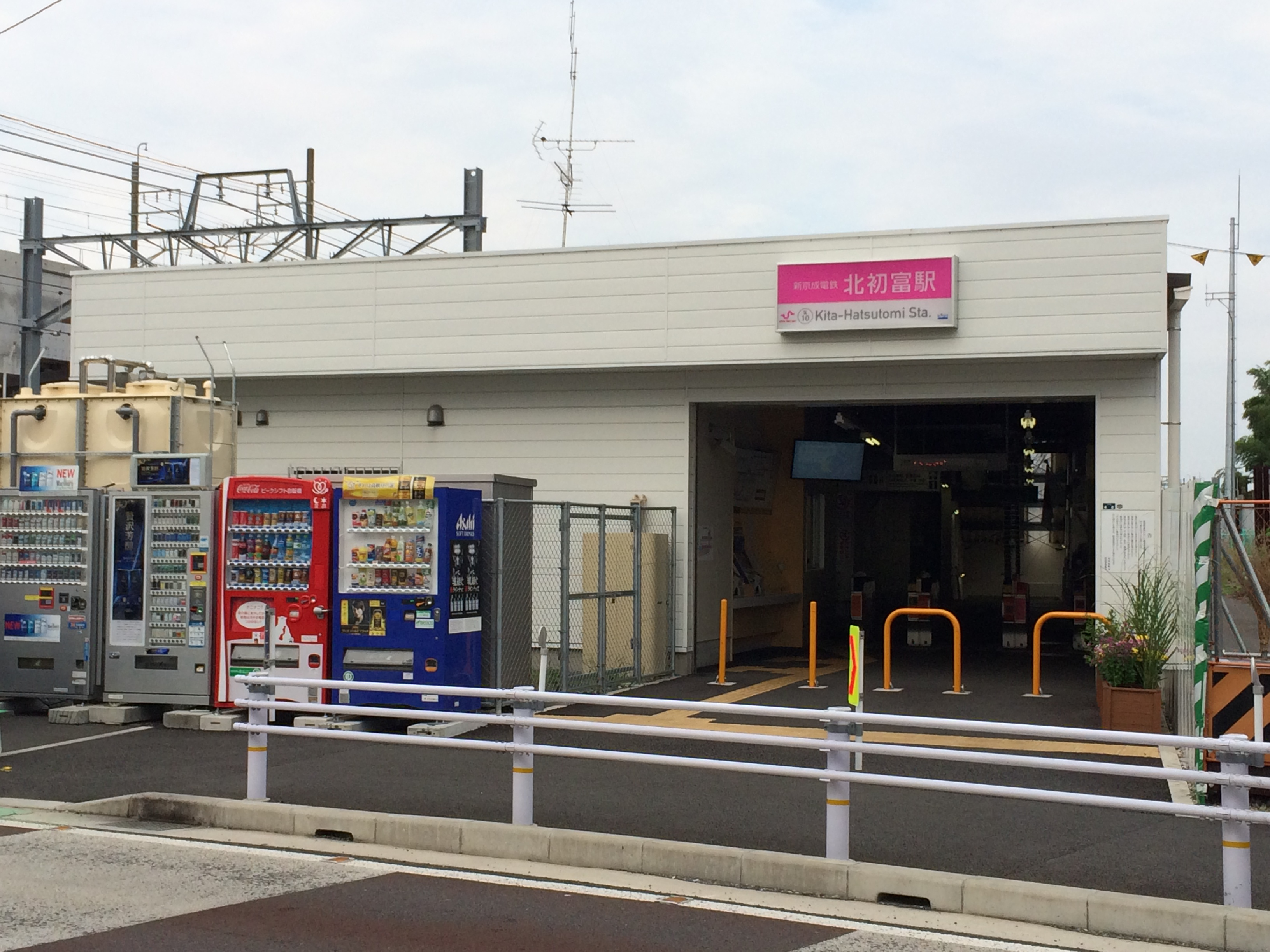
高架化工事中の仮駅舎（2014年9月）
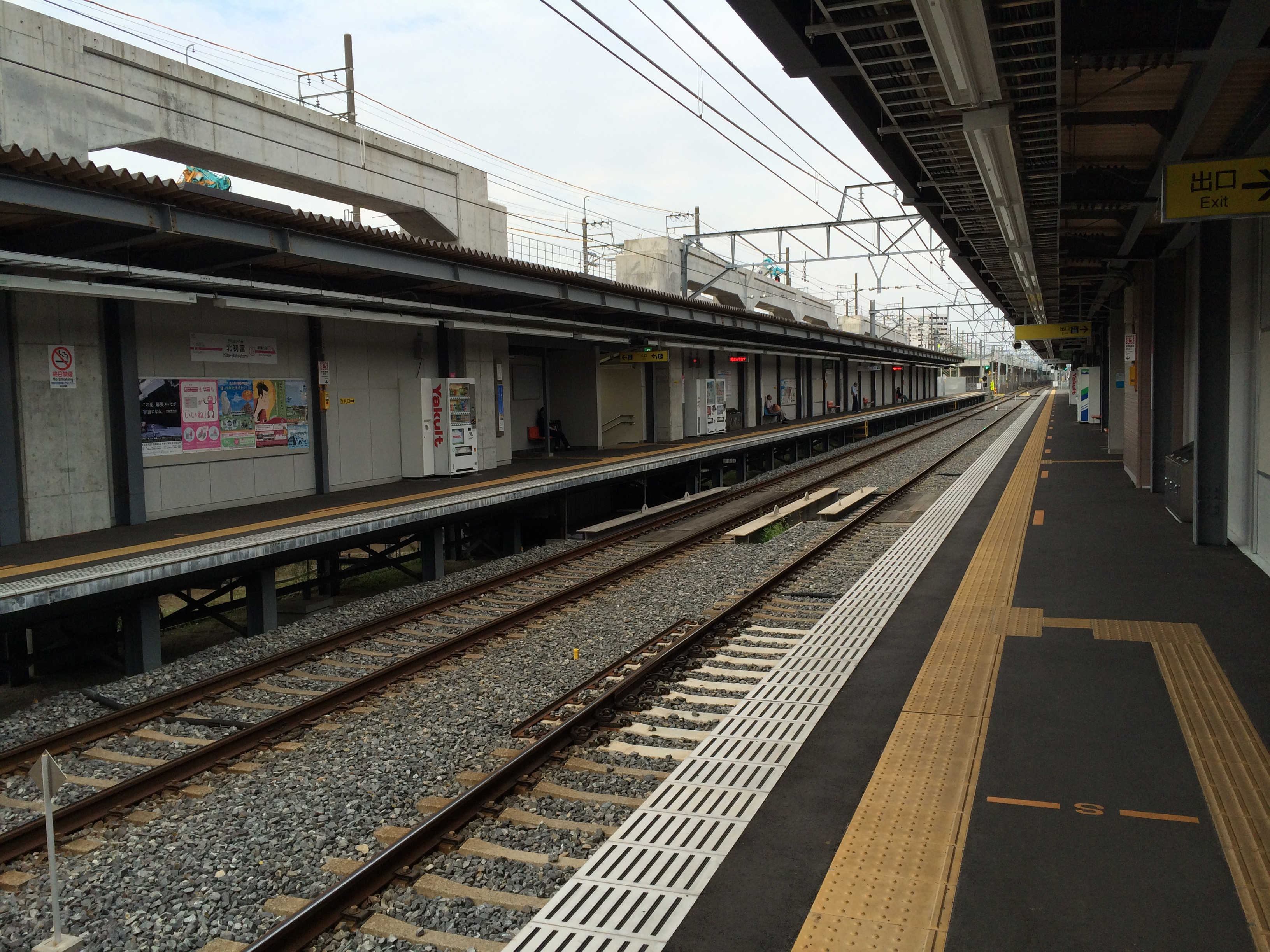
仮駅舎時代の駅ホーム（2014年9月）

## 駅構造
相対式ホーム2面2線の高架駅である。高架駅舎のデザインは「『共生』をテーマに、暖色白色系の外装パネルの上部に、風や雲のイメージをガラス開口部で表現。イメージカラーは緑色。
2014年（平成26年）2月22日までは、現在地から国道464号を挟んで約200メートル西側（松戸寄り）の、鎌ケ谷市北中沢一丁目18番25号に位置し、2面2線の相対式ホームを持つ橋上駅であった。バリアフリーに対応しているのは、南口出入口とコンコースを結ぶエスカレーターのみであった。
当駅を含むくぬぎ山 - 鎌ヶ谷大仏間で高架化工事が実施され、工事の進捗に合わせて、2014年2月23日に線路を20メートル南側の仮線へ移設するとともに、約200メートル東側（新鎌ヶ谷寄り）の鎌ケ谷市北初富4番6号に仮駅が設置された。移設後は改札口と上りホームを結ぶエレベーターと下りホーム地下道と同ホームを結ぶエレベーターが設置されていた。また、多機能トイレも設置された。2017年（平成29年）10月21日には下り線（京成津田沼方面）が高架化され、ホームも移設されたが、新たなホームも仮駅と同じ場所になった。このため、移設前は駅名と所在地が一致しなかったが、移設後に一致することとなった。
有人駅だが、2019年12月1日から駅監視システムを導入。22時から翌朝7時までの間は駅員が不在となる。

### のりば
| 番線 | 路線   | 方向 | 行先                                               |
| ---- | ------ | ---- | -------------------------------------------------- |
| 1    | 松戸線 | 下り | 新鎌ヶ谷・北習志野・新津田沼・京成津田沼・千葉方面 |
| 2    | 松戸線 | 上り | 八柱・松戸方面                                     |

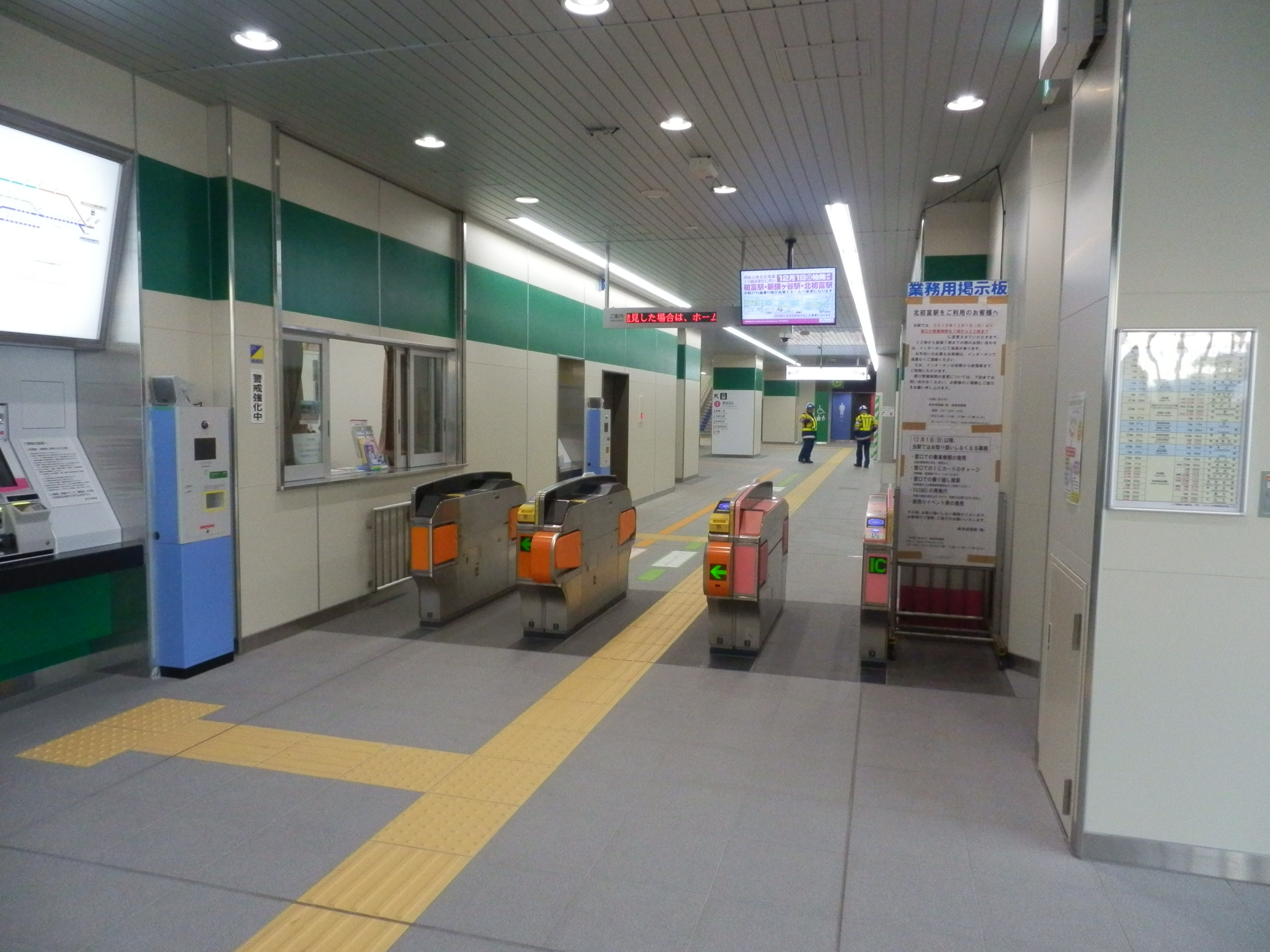
改札口（2019年12月）
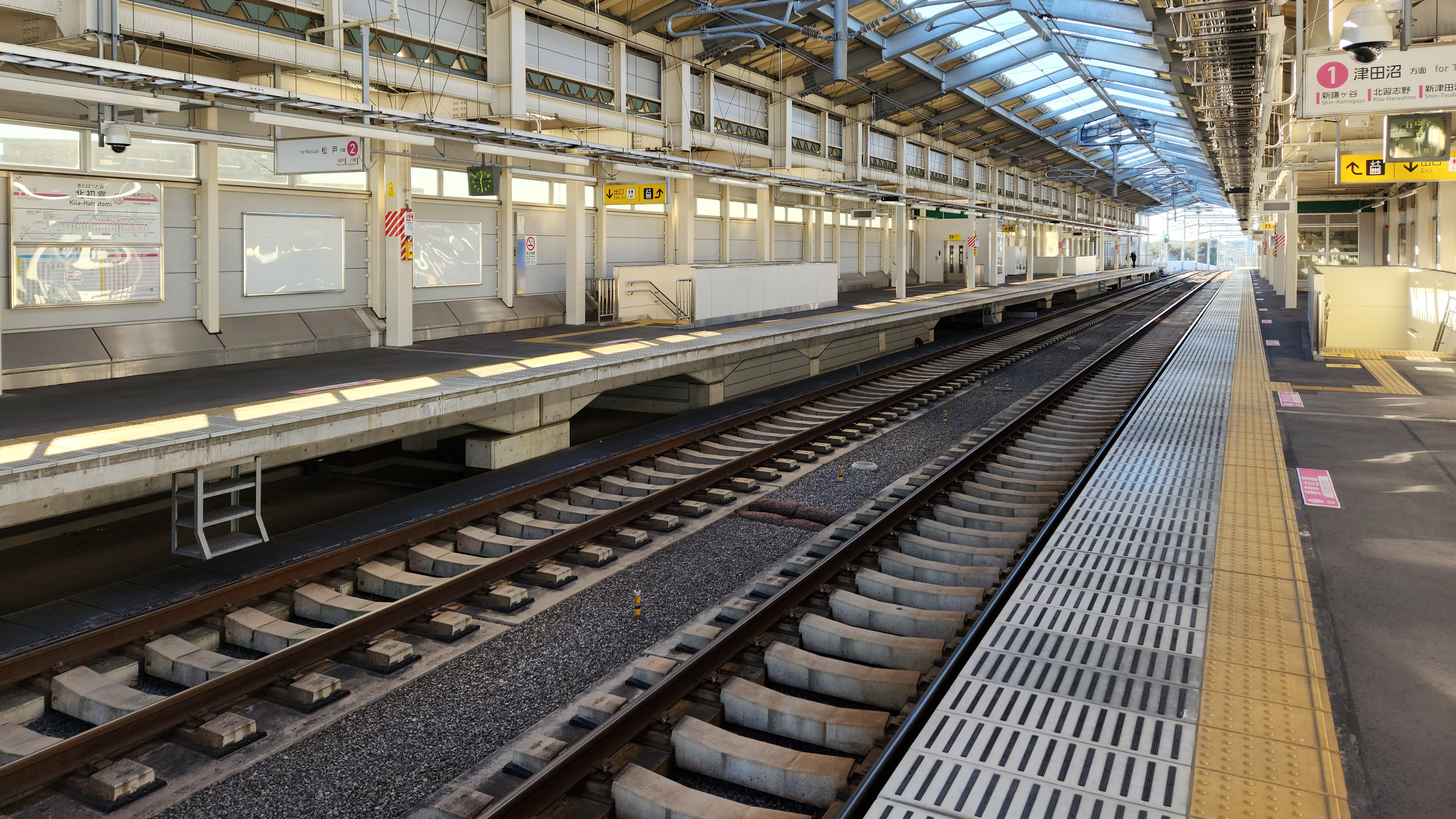
駅ホーム（2023年1月）
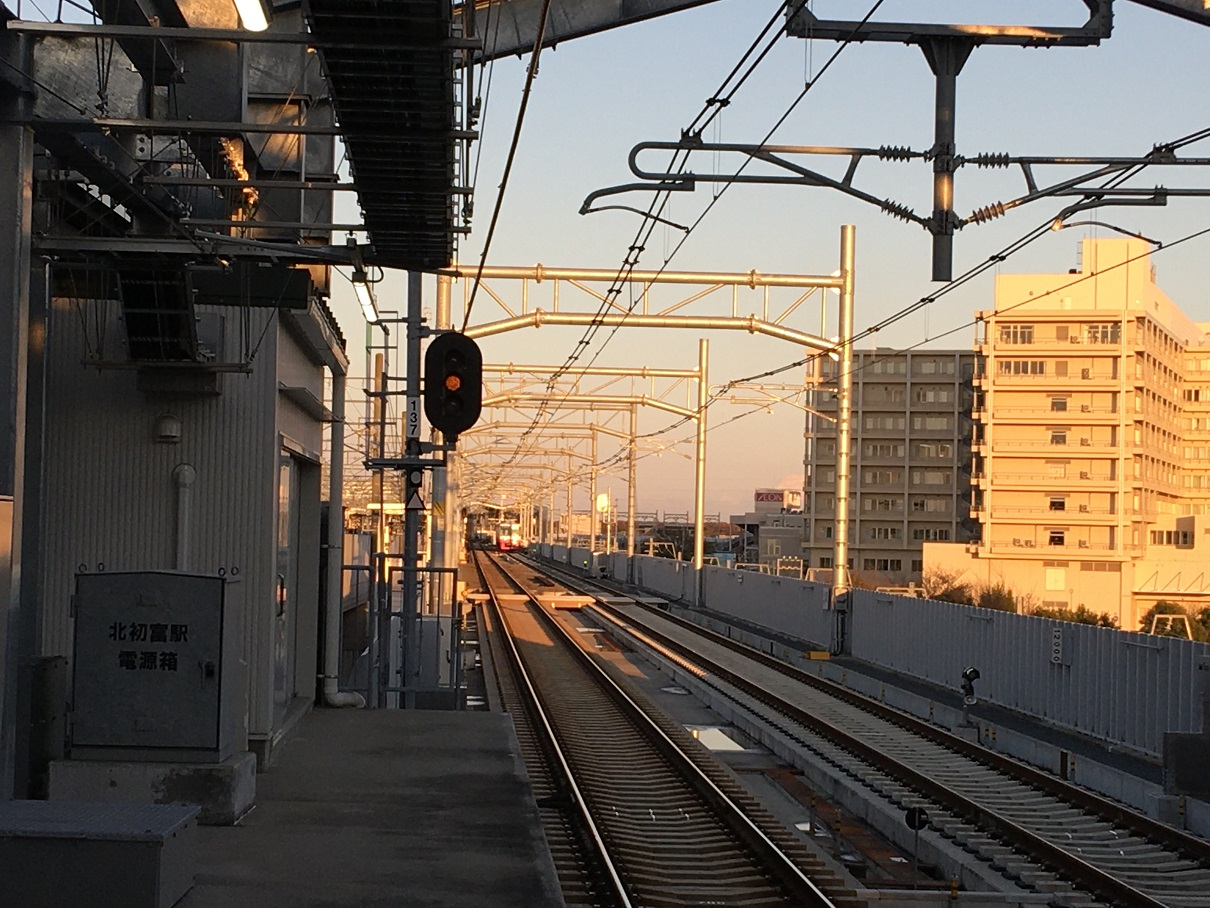
1番線ホームより新鎌ヶ谷駅方面を望む（2019年12月）

## 利用状況
2024年度の1日平均乗降人員は5,399人である。近年の推移は下表の通り。
| 年度               | 乗降人員 | 一日平均 乗車人員 |
| ------------------ | -------- | ----------------- |
| 2007年（平成19年） |          | 2,534             |
| 2008年（平成20年） |          | 2,453             |
| 2009年（平成21年） |          | 2,477             |
| 2010年（平成22年） |          | 2,452             |
| 2011年（平成23年） |          | 2,341             |
| 2012年（平成24年） |          | 2,405             |
| 2013年（平成25年） |          | 2,496             |
| 2014年（平成26年） |          | 2,446             |
| 2015年（平成27年） |          | 2,468             |
| 2016年（平成28年） |          | 2,054             |
| 2017年（平成29年） |          | 2,590             |
| 2018年（平成30年） |          | 2,658             |
| 2019年（令和元年） | 5,351    | 2,660             |
| 2020年（令和02年） | 4,282    |                   |
| 2021年（令和03年） | 4,631    |                   |
| 2022年（令和04年） | 5,015    |                   |
| 2023年（令和05年） | 5,298    |                   |
| 2024年（令和06年） | 5,399    |                   |

## 駅周辺

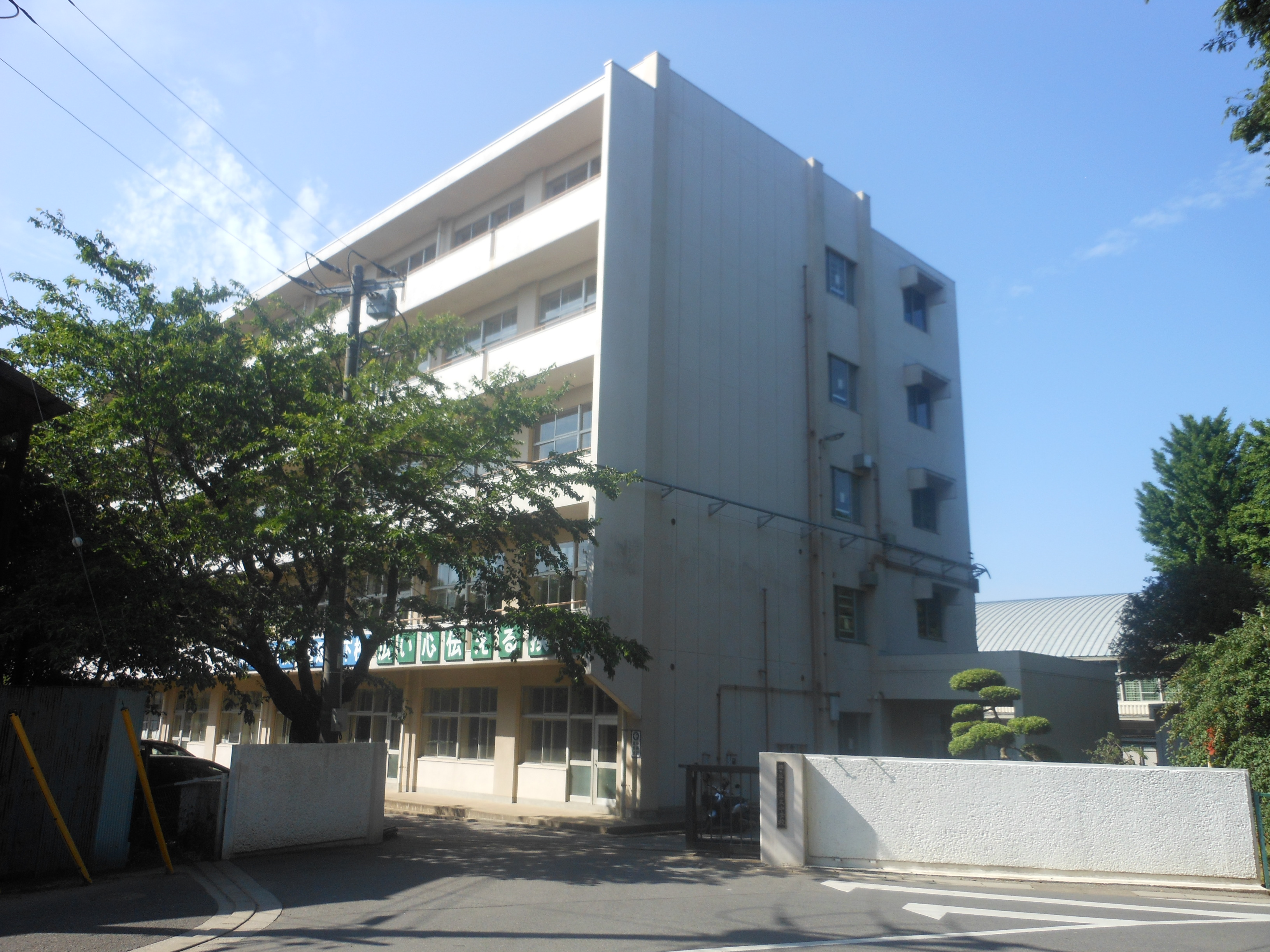
鎌ケ谷市立第三中学校

当駅を降りて隣の新鎌ヶ谷駅には徒歩約10分程度で行くことが可能。当駅と新鎌ヶ谷駅の間は800メートルと近く、当駅ホームから新鎌ヶ谷駅の駅舎を確認することが出来る。また2つ先の初富駅にも、当駅から国道464号を歩いて約10分程度（距離にして約1キロメートル）で行くことも可能。
- 専修大学松戸高等学校（グラウンド）
- 鎌ケ谷市立第三中学校
- 鎌ケ谷市立西部小学校
- 鎌ヶ谷中沢郵便局
- 鎌ケ谷総合病院
- 初富保健病院
- JAとうかつ中央 鎌ヶ谷支店
- ビッグ・エー 鎌ヶ谷北初富店
- サンドラッグ 初富本町店
- オリンピック
- ファイターズ鎌ケ谷スタジアム（日本ハム鎌ケ谷球場、徒歩約34分、最寄り駅は鎌ヶ谷駅）
- 下総小金中野牧跡（国指定史跡） - 江戸幕府が軍馬育成のための放牧場として現在の千葉県北西部に設置した中野牧の一部。国道を初富方面に300メートル（m）ほど進んだ道路脇に捕込（とっこめ）遺構が残されている（鎌ケ谷市東中沢2-1）。捕込は、野馬を年に1回集めて捕獲選別する野馬捕りを行う場所であった。
- 鎌ケ谷ゴルフセンター

## バス路線
- 鎌ケ谷市コミュニティバス「ききょう号」 ききょう西線

## 隣の駅
京成電鉄
 松戸線
くぬぎ山駅 (KS80) - 北初富駅 (KS79) - 新鎌ヶ谷駅 (KS78)

### かつて存在した路線
北総開発鉄道
北総・公団線
北初富駅 - （新鎌ヶ谷信号場） - 西白井駅